# Сундуков Сергій Андрійович
Сундуко́в Сергі́й Андрі́йович — капітан 2 рангу Збройних сил України.

## Життєпис
На 2021 рік — командир 73-го морського центру спецоперацій.

## Нагороди
- Орден «За мужність» III ступеня (27 червня 2015).[2]